# Khorata
Khorata là một chi nhện trong họ Pholcidae.

## Các loài
Các loài trong chi này gồm:
- Khorata bangkok Huber, 2005
- Khorata diaoluoshanensis Tong & Li, 2008
- Khorata jaegeri Huber, 2005
- Khorata khammouan Huber, 2005
- Khorata schwendingeri Huber, 2005
- Khorata xingyi Chen, Zhang & Zhu, 2009
- Khorata zhui Zhang & Zhang, 2008